# Hqx
hqx ist ein Algorithmus in der Bildverarbeitung zur Skalierung von Pixelgrafiken bzw. Sprites.
Er wurde von Maxim Stepin entwickelt. Der Algorithmus ist relativ schnell, da er intern auf Lookup-Tabellen basiert und kann daher problemlos in Echtzeit angewendet werden. Er wird hauptsächlich in Emulatoren, wie Nestopia, Snes9x, VisualBoyAdvance und ZSNES verwendet.
Es existieren aktuell drei Vergrößerungsfaktoren: hq2x, hq3x, und hq4x (2×, 3× und 4×). Für andere Größen wird der Algorithmus in Kombination mit einer Nearest neighbor („nächster Nachbar“)-Interpolation eingesetzt.

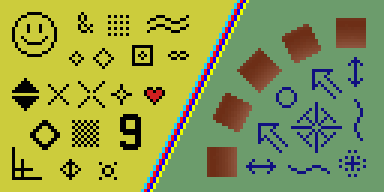
Bild um den Faktor 3 mit einer nearest-neighbor-Interpolation vergrößert

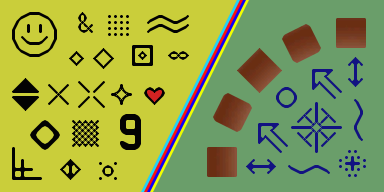
Bild um den Faktor 3 mit dem hq3-Filter vergrößert